# 格呂厄 (挪威)
格呂厄（挪威語：Grue）是挪威的一個市镇，位於内陆郡，行政中心为希爾克奈爾村。市镇面积为837平方公里，人口数量为5,312人（2004年），人口密度为每平方公里7人。